# Catharina Julia Roeters van Lennep
Catharina Julia Roeters van Lennep (Almelo, 26 d'octubre de 1813 - Amsterdam, 2 de desembre de 1883) fou una pintora i il·lustradora neerlandesa.

## Biografia
Va néixer el 1813 a Almelo, filla del merchant, també cònsol a Königsberg, Roeters Jacob van Lennep i Johanna Hermina Coster. Va ser educada a l'Acadèmia Reial de Belles Arts d'Amsterdam, on esdevingué membre honorari el 1838 i on la seva feina ha estat exhibida regularment. Ella fou un estudiant d'Anton Weiss. Roeters van Lennep va pintar bodegons, i flors i fruites ambdues com amb escenes de caça. A Un dels seus bodegons se li va atorgar el 1842 la medalla de plata de la Societat Felix Meritis. Va ser retratada pel pintor d'Amsterdam Thérèse Schwartze.
El 5 d'octubre de 1836, Roeters van Lennep es va casar amb l'advocat i després jutge de districte Jeronimo de Vries, a Amsterdam. Juntament amb el seu marit va fer campanya per l'establiment de llars d'infants dins Amsterdam. La fundació de la llar d'infants Sofia, que va obtenir el suport de la llavors Princesa Sofia, fou el primer resultat tangible. A partir d'aquest exemple, es van fundar nou guarderies en tres anys a Amsterdam. Va morir el desembre de 1883 a l'edat de 70 anys a la seva Amsterdam.